# Рота (вулкан)
Ро́та (ісп. Rota) — неактивний стратовулкан, розташований у західній частині Нікарагуа, Центральна Америка. Висота вулкана, за даними Global Volcanism Program, становить 832 м.